# 11e cérémonie des British Academy Film Awards
Pour la cérémonie des BAFTAs récompensant la télévision, voir la 5e cérémonie des British Academy Television Awards.
La 11e cérémonie des British Academy Film Awards, organisée par la British Academy of Film and Television Arts, s'est déroulée en 1958 et a récompensé les films sortis en 1957.

## Palmarès

### Meilleur film - toutes provenances
- Le Pont de la rivière Kwaï (The Bridge on the River Kwai)
  - Douze hommes en colère (12 Angry Men)
  - 3 h 10 pour Yuma (3:10 to Yuma)
  - La Nuit des maris (The Bachelor Party)
  - Celui qui doit mourir
  - L'Homme qui tua la peur (Edge of the City)
  - Dieu seul le sait (Heaven Knows, Mr. Allison)
  - La Complainte du sentier (পথের পাঁচালী)
  - Les Sentiers de la gloire (Paths of Glory)
  - Porte des Lilas
  - Le Prince et la Danseuse (The Prince and the Showgirl)
  - The Shiralee
  - That Night!
  - Du sang dans le désert  (The Tin Star)
  - Un condamné à mort s'est échappé
  - Alerte en Extrême-Orient (Windom's Way)

### Meilleur film britannique
- Le Pont de la rivière Kwaï (The Bridge on the River Kwai)
  - Le Prince et la Danseuse (The Prince and the Showgirl)
  - The Shiralee
  - Alerte en Extrême-Orient (Windom's Way)

### Meilleur acteur
- Meilleur acteur britannique :
  - Alec Guinness pour le rôle du Capitaine Chris Ford dans Le Pont de la rivière Kwaï (The Bridge on the River Kwai)
    - Trevor Howard pour le rôle de James Prothero dans Manuela
    - Laurence Olivier pour le rôle de Charles, le Grand-Duc et Régent dans Le Prince et la Danseuse (The Prince and the Showgirl)
    - Michael Redgrave pour le rôle de David Graham dans Temps sans pitié (Time Without Pity)
    - Peter Finch pour le rôle de Mr. Brown dans Alerte en Extrême-Orient (Windom's Way)

- Meilleur acteur étranger :
  - Henry Fonda pour le rôle du 8e juré dans Douze hommes en colère (12 Angry Men)
    - Sidney Poitier pour le rôle de Tommy Tyler dans L'Homme qui tua la peur (Edge of the City)
    - Ed Wynn pour le rôle de Paul Beaseley dans The Great Man
    - Robert Mitchum pour le rôle du Caporal Allison dans Dieu seul le sait (Heaven Knows, Mr. Allison)
    - Pierre Brasseur pour le rôle de Juju dans Porte des Lilas)
    - Tony Curtis pour le rôle de Sidney Falco dans Le Grand Chantage (Sweet Smell of Success)
    - Richard Basehart pour le rôle du Major Harry Cargill dans La Chute des héros (Time Limit)
    - Jean Gabin pour le rôle de Grandgil dans La Traversée de Paris

### Meilleure actrice
- Meilleure actrice britannique :
  - Heather Sears pour le rôle d'Esther Costello dans Le Scandale Costello (The Story of Esther Costello)
    - Deborah Kerr pour le rôle de Laura Reynolds dans Thé et Sympathie (Tea and Sympathy)
    - Sylvia Syms pour le rôle de Georgie Harlow dans Woman in a Dressing Gown

- Meilleure actrice étrangère :
  - Simone Signoret pour le rôle d'Élisabeth Proctor dans Les Sorcières de Salem
    - Augusta Dabney pour le rôle de Maggie Bowden dans That Night!
    - Katharine Hepburn pour le rôle de Lizzie Curry dans Le Faiseur de pluie (The Rainmaker)
    - Marilyn Monroe pour le rôle d'Elsie Marina dans Le Prince et la Danseuse (The Prince and the Showgirl)
    - Lilli Palmer pour le rôle d'Anna Anderson dans Anastasia, la dernière fille du tsar
    - Eva Marie Saint pour le rôle de Celia Pope dans A Hatful of Rain
    - Joanne Woodward pour le rôle d'Eve White / Eve Black / Jane dans Les Trois Visages d'Ève (The Three Faces of Eve)

### Meilleur scénario britannique
- Le Pont de la rivière Kwaï (The Bridge on the River Kwai) – Pierre Boulle
  - Anastasia – Arthur Laurents
  - Train d'enfer (Hell Drivers) – John Kruse et Cy Endfield
  - The Birthday Present – Jack Whittingham
  - Flammes dans le ciel (The Man in the Sky) – William Rose et John Eldridge
  - Le Prince et la Danseuse (The Prince and the Showgirl) – Terence Rattigan
  - Sous le plus petit chapiteau du monde (The Smallest Show on Earth) – William Rose et John Eldridge
  - Le Scandale Costello (The Story of Esther Costello) – Charles Kaufman
  - Alerte en Extrême-Orient (Windom's Way) – Jill Craigie
  - La Femme en robe de chambre (Woman in a Dressing Gown) – Ted Willis

### Meilleur film d'animation
- Pan-Tele-Tron
  - Earth is a Battlefield
  - La Bergère et le ramoneur
  - The Magic Flute

### Meilleur film documentaire
- Journey into Spring
  - Holiday
  - Every Day Except Christmas
  - Capitale de l'or (City of Gold)
  - The USA in the 1930s

### Film Special Awards
- A Chairy Tale – Claude Jutra et Norman McLaren •  Canada
  - Introducing Telex
  - Successful Instruction

### United Nations Awards
- La Route joyeuse (The Happy Road)
  - Like Paradise
  - Out

### Meilleur nouveau venu dans un rôle principal
Récompense les jeunes acteurs dans un rôle principal.
- Eric Barker pour le rôle d'Alec Blair dans Ce sacré z'héros (Brothers in Law)
  - Mylène Demongeot pour le rôle d'Abigail Williams dans Les Sorcières de Salem
  - James MacArthur pour le rôle de Harold James "Hal" Ditmar dans Mon père, cet étranger (The Young Stranger)
  - Elvi Hale pour le rôle d'Ann dans Un yacht nommé Tortue (True as a Turtle)
  - Keith Michell pour le rôle de Harry Bell dans Un yacht nommé Tortue (True as a Turtle)

## Récompenses et nominations multiples

### Nominations multiples
Films
5 : Le Prince et la Danseuse
4 : Le Pont de la rivière Kwaï], Alerte en Extrême-Orient
2 : Dieu seul le sait, Le Scandale Costello, Les Sorcières de Salem, Douze hommes en colère, Anastasia, Porte des Lilas, Un yacht nommé Tortue, The Shiralee, That Night!, L'Homme qui tua la peur
Personnalités
2 : William Rose, John Eldridge

### Récompenses multiples
Légende : Nombre de récompenses/Nombre de nominations
Films
4 / 4 : Le Pont de la rivière Kwaï
Personnalités
Aucune

### Le grand perdant
0 / 5 : Le Prince et la Danseuse